# Jens Reno Møller
Jens Reno Møller (Ikast, 3 januari 1971) is een Deens autocoureur.

## Carrière
Møller begon zijn autosportcarrière in 2002 in het Danish Touringcar Championship en eindigde als twintigste in het kampioenschap. Tot 2010 bleef hij actief in deze klasse, waarbij hij in 2009 een zevende plaats in het kampioenschap behaalde en het independentskampioenschap winnend afsloot. In 2010 verbeterde hij zichzelf naar de vierde plaats in het eindklassement met twee overwinningen en prolongeerde hij zijn titel bij de independents. Dat jaar kwam hij ook uit in zijn enige Swedish Touring Car Championship en werd hier vijftiende.
In 2004 maakte Møller zijn debuut in de 24 uur van Le Mans, waarin hij met zijn landgenoten John Nielsen en Casper Elgaard bij het team Lister Storm Racing in de LMP1-klasse negende werd. In 2006 keerde hij terug bij het team, maar kwam nu uit naast zijn landgenoot Nicolas Kiesa en de Brit Gavin Packering. Ditmaal viel het team uit na 192 ronden te hebben afgelegd.
In 2007 nam Møller deel aan de European Touring Car Cup. In de eerste race eindigde hij als negende, maar in de tweede race wist hij de finish niet te bereiken, waardoor hij op de negende plaats in het kampioenschap eindigde. In 2008 keerde hij terug in het kampioenschap, waarbij hij in beide races zesde werd en zo het kampioenschap afsloot op de vijfde plaats.
In 2016 keerde Møller na zes jaar terug in de autosport en debuteerde in de Danish Supertourisme Turbo, waarin hij met twee podiumplaatsen elfde werd in de eindstand. In 2017 maakte hij zijn debuut in de TCR International Series vanaf het derde raceweekend op Spa-Francorchamps in een Honda Civic Type R TCR voor zijn eigen team Reno Racing.